# Lagynochthonius australicus
Espèce
Synonymes
- Tyrannochthonius australicus Beier, 1966

Lagynochthonius australicus est une espèce de pseudoscorpions de la famille des Chthoniidae.

## Distribution
Cette espèce est endémique d'Australie. Elle se rencontre en Australie-Occidentale et au Territoire du Nord.

## Étymologie
Son nom d'espèce lui a été donné en référence au lieu de sa découverte, l'Australie.

## Publication originale
- Beier, 1966 : On the Pseudoscorpionidea of Australia. Australian Journal of Zoology, vol. 14, no 2, p. 275-303.